# Шенавар, Поль Жозеф
Поль-Марк-Жозеф Шенавар (фр. Paul Marc Joseph Chenavard; 9 декабря 1808, Лион — 12 апреля 1895, Париж) — французский живописец, постимпрессионист, оригинальный художник-философ.

## Биография
Родители будущего художника занимались чесальным бизнесом по производству шёлка. Ребёнка до пяти лет поместили в приёмную семью в деревне Шаваноз (Chavanoz) в департаменте Изер. Затем он некоторое время жил в Сен-Жени-Лаваль. Родители готовили его к продолжению семейного дела, но он предпочёл другой путь и поступил в Школу изящных искусств в Лионе, затем в 1824 году уехал в Париж.
В 1825 году Поль-Жозеф поступил в Школу изящных искусств в Париже, учился в мастерской Жана Огюста Доминика Энгра, затем у Луи Эрсана, позже у Эжена Делакруа. Затем уехал для продолжения образования в Италию.
Шенавар впервые приобрёл известность в 1833 году представленной на конкурс картиной «Заседание национального собрания в 1789 году», за которую, несмотря на её достоинства, из-за его демократических убеждений премия ему не была присуждена. В 1835 году он подготовил рисунок композиции «Присуждение Людовика XVIII к смертной казни», но и это произведение, признанное компетентными судьями прекрасным, по таким же соображениям не было допущено в Парижский салон.

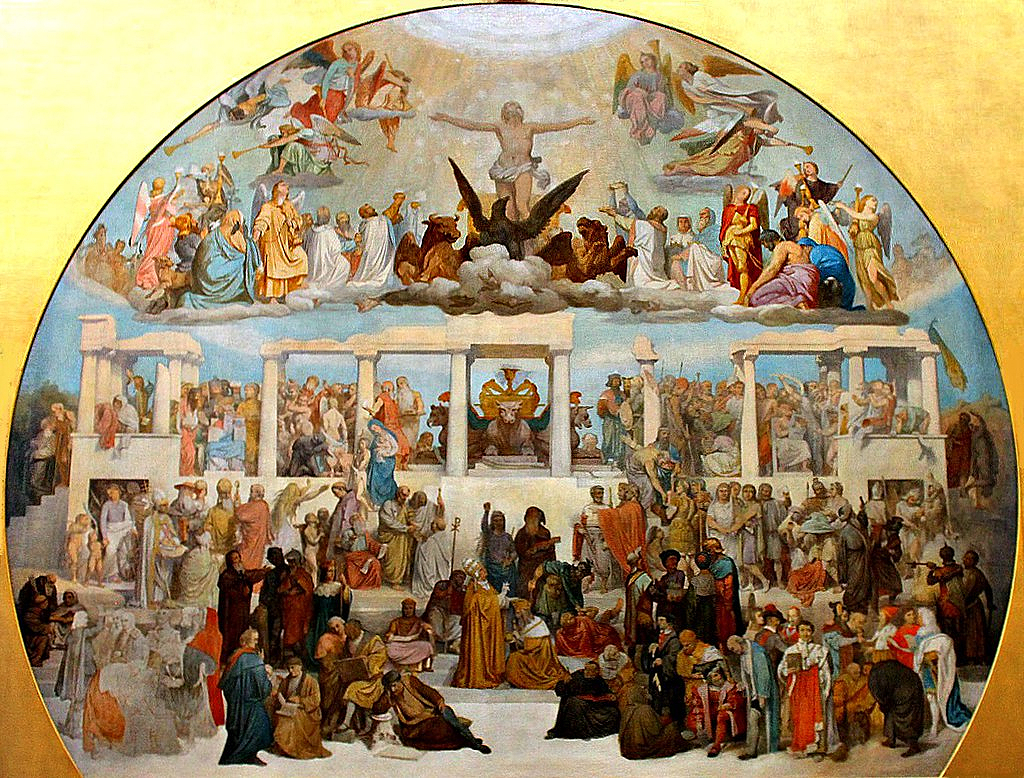
«Происхождение общества», или «Философия истории». Картон для предполагаемой мозаики парижского Пантеона. Ок. 1895. Музей изобразительных искусств, Лион

Вскоре после революции 1848 года министр внутренних дел временного правительства Александр Ледрю-Роллен официально поручил Шенавару украсить парижский Пантеон рядом настенных картин, изображающих главные моменты всемирной политической и культурной истории, от Сотворения мира до Великой французской революции. Это был исключительно масштабный проект в духе революции: изобразить основные этапы «шествия человечества в его будущее через испытания и альтернативы руин и возрождения», иначе: историю человечества и его нравственной эволюции. Левая часть изображала языческую эпоху, далее — проповедь Евангелия, конец древних и начало новых времён. Наконец, в центре должен был находиться «Синтез Философии Истории», новая (после знаменитой композиции Рафаэля) «Афинская школа» XIX века, окружённая Адом, Чистилищем, Воскресением и Раем.
Шенавар с радостью принялся за это дело, которое могло стать осуществлением проекта, задуманного им ещё в Италии и для которого ещё там у него были изготовлены эскизы нескольких сюжетов. Он успел подготовить картоны почти половины всего числа означенных картин, когда Пантеон в 1851 году указом Наполеона III снова был превращён в церковь, император отказался видеть в этом энциклопедическом синкретизме подтверждение роли церкви в конституции французского государства. Тем не менее, картоны Шенавара: «Всемирный потоп», «Смерть Зороастра», «Переход через Рубикон», «Время Людовика XIV» и другие, выставленные в Лувре, были встречены похвалой любителей искусства и художников.
Шенавар, награждённый в июле 1853 года орденом Почётного легиона, намеревался возобновить свой проект, представив подготовительные эскизы для Всемирной выставки 1855 года.
В 1869 году художник вызвал новый скандал, показав в Парижском салоне композицию «Божественная Трагедия» (La Divina Tragedia), размером пять с половиной на четыре метра, длинная подпись которой начиналась словами: «К концу древних религий и пришествию в небесах христианской Троицы Смерть, с помощью ангела Справедливости и Духа, поражает богов, которые должны погибнуть». Эта работа (ныне хранится в музее Орсе), считавшаяся слишком сложной и утонувшей в отсылках и идеях, которые хотел выразить живописец, встретила непонимание со стороны критиков и публики.
Во время Коммуны Шенавар находился в Париже и в возрасте шестидесяти трёх лет был зачислен в батальон Национальной гвардии. Когда война закончилась, художник вернулся в Лион.
В 1872 году он посещал литературно-музыкальный салон Берты де Рессак, жены поэта Сен-Сира де Рессака, вместе с Одилоном Редоном, Анри Фантен-Латуром, музыкантом Эрнестом Шоссоном и художником Луи Жанмо.
Затем звезда Шенавара померкла, несмотря на его повышение в 1883 году в звании до офицера Почётного легиона, он провёл последние годы, почти полностью ослепший, в Париже, в доме престарелых, где и умер 12 апреля 1895 года. Похоронен на новом кладбище Лойасс в Лионе. Его завещание сделало город Лион его универсальным наследником с конкретными положениями о поддержке местной художественной жизни.
Его имя носит улица в его родном городе (бывшая улица Сен-Пьер, от площади Терро до площади Сен-Низье). Исторические картины Шенавара сочетают в себе элементы академизма и нового романтического мышления. Оригинальный философский склад ума и критическое мышление Шенавара оказывало мощное воздействие на творчество Делакруа, Пюви де Шаванна и многих других его друзей.

## Галерея

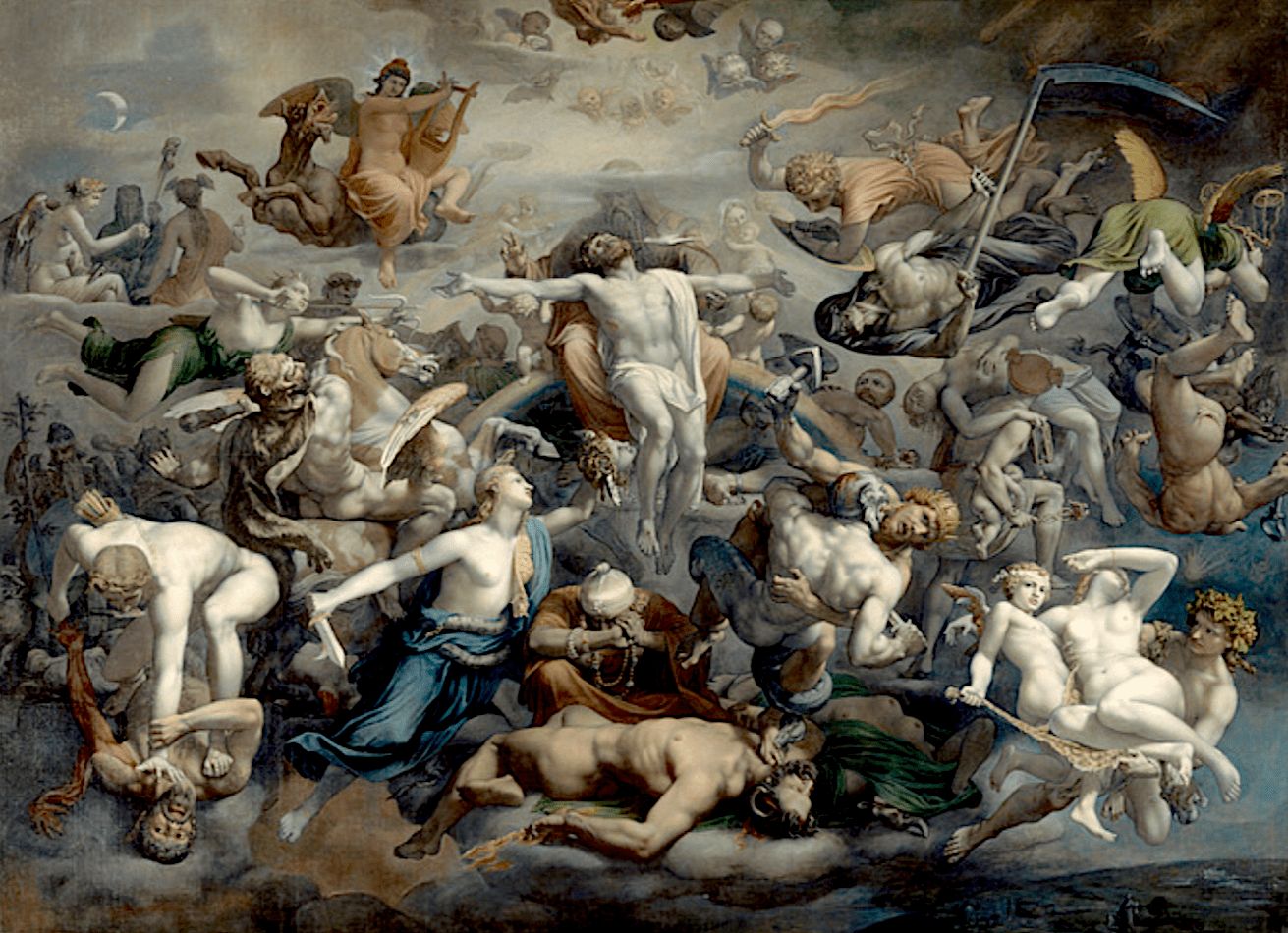
La Divina Tragedia (Божественная трагедия). 1865—1869. Холст, масло. Музей Орсе, Париж
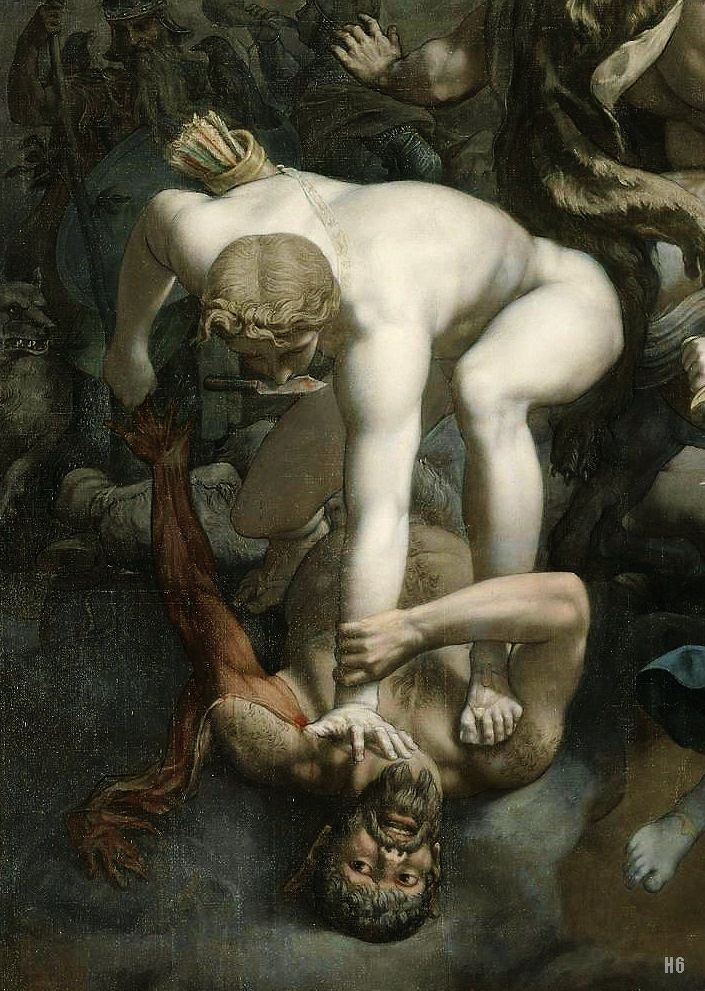
Деталь картины
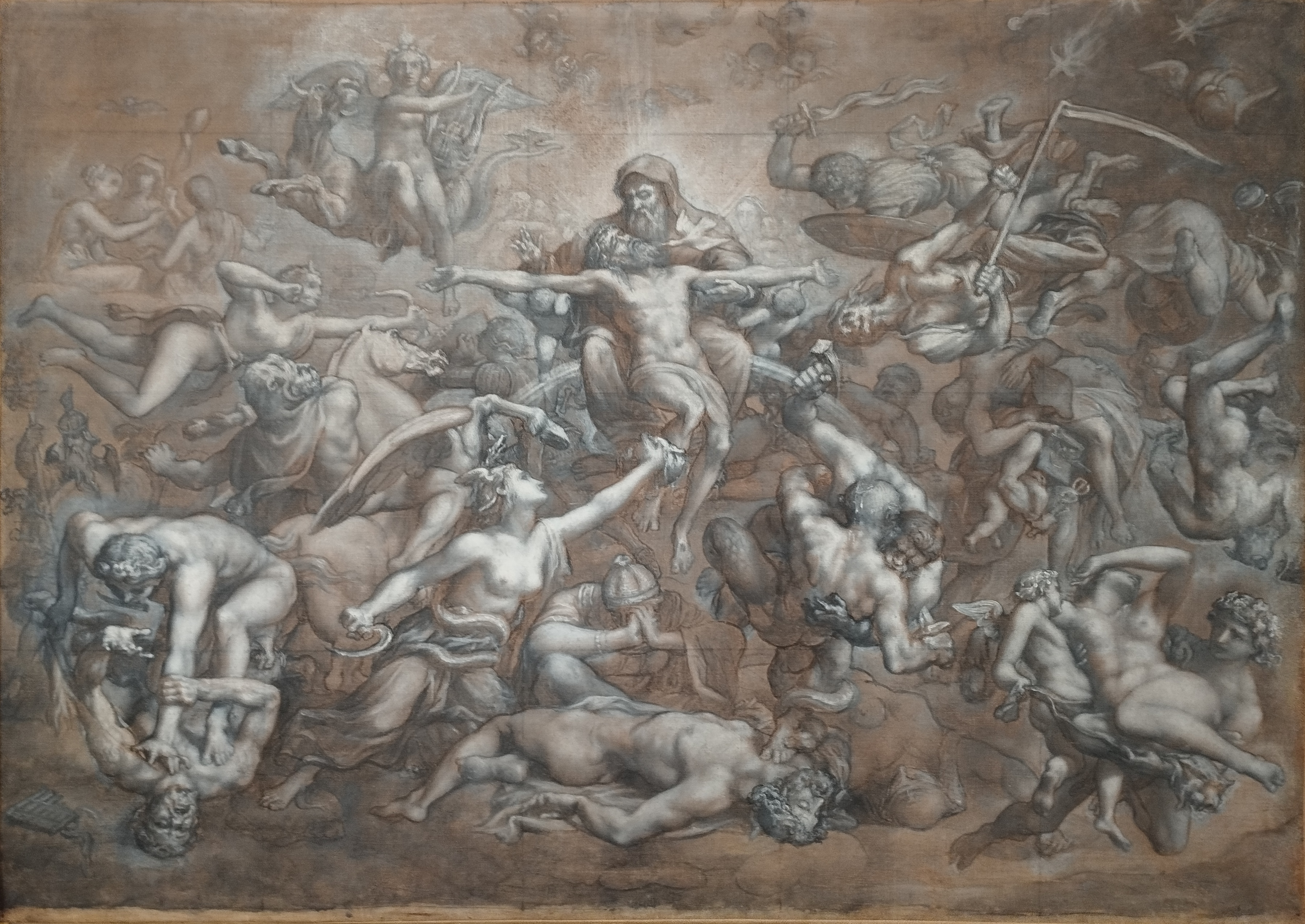
La Divina Tragedia. 1865—1869. Эскиз картины. Музей культуры и ландшафта Йера, Франция
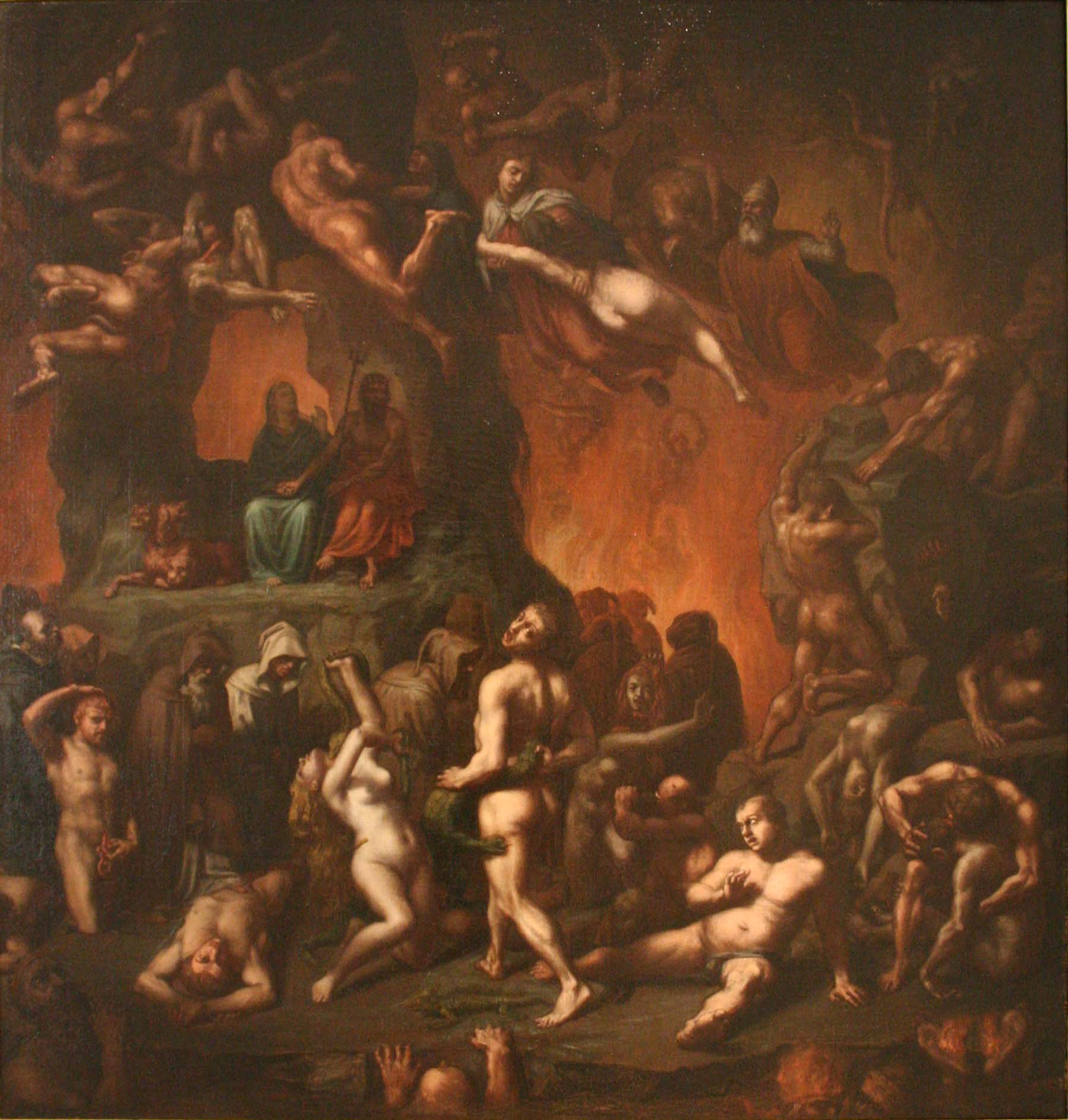
Ад. 1846. Холст, масло. Музей Фабра, Монпелье
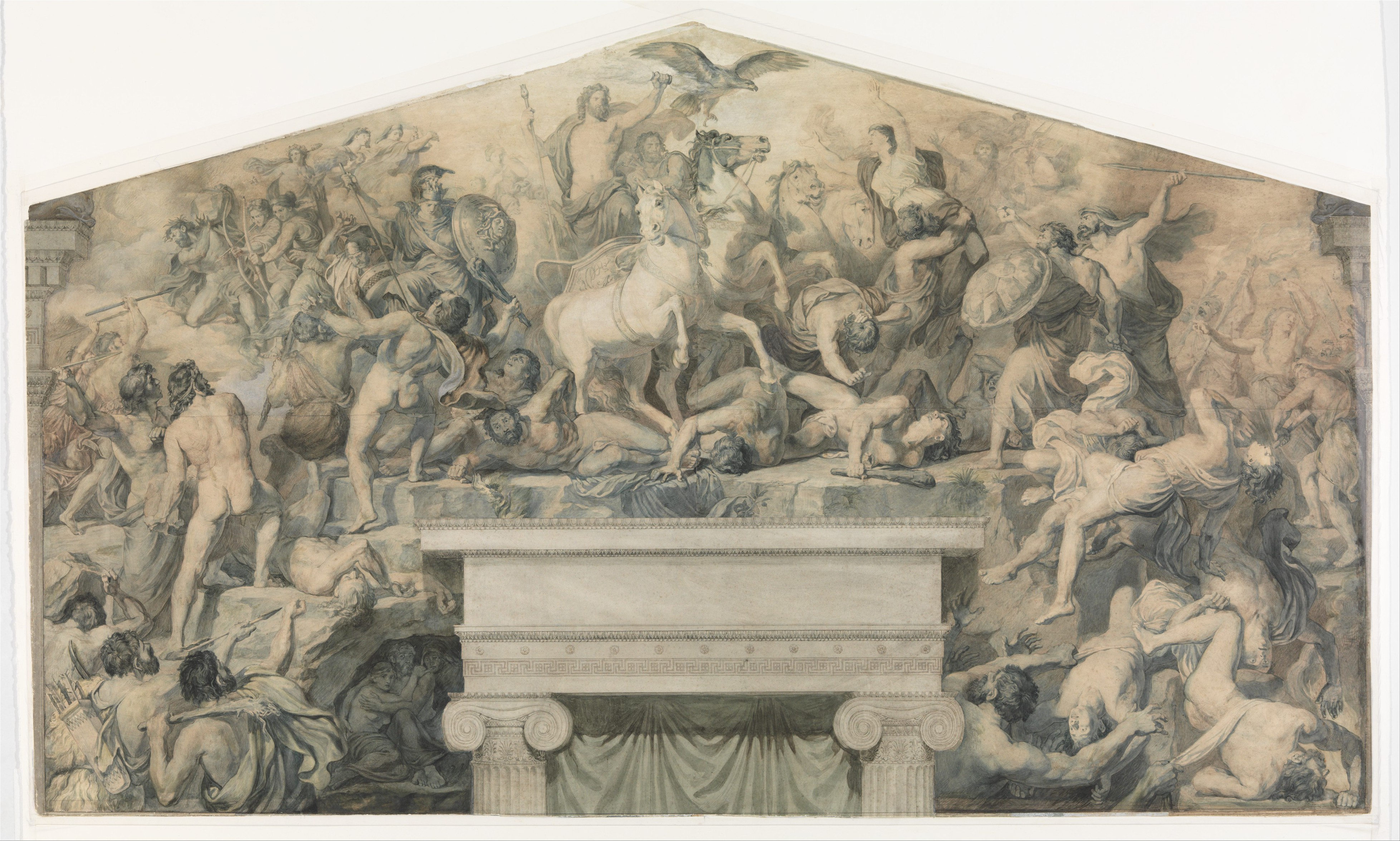
Битва Олимпийских богов с гигантами. Эскиз настенной росписи. Между 1840 и 1880. Бумага, тушь, акварель, перо, кисть. Метрополитен-музей, Нью-Йорк
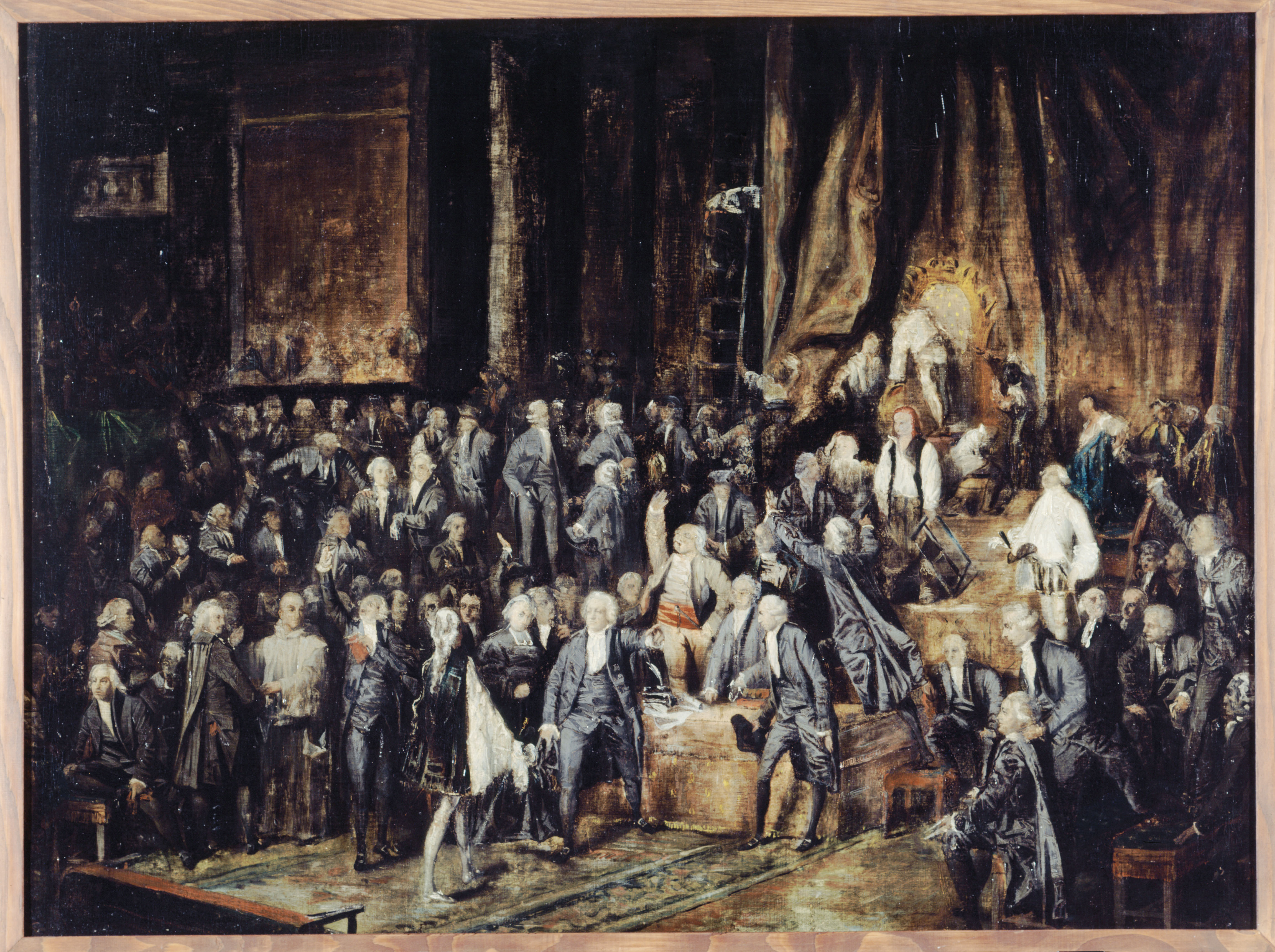
Маркиз Де-Брезе и Мирабо, 23 июня 1789 года. 1831. Холст, масло. Музей изящных искусств города Парижа